# راکت لیگ
راکت لیگ (انگلیسی: Rocket League) یک بازی ویدئویی در سبک بازی ورزشی است که توسط سایونیکس ساخته شده‌است. این بازی توسط همان شرکت در ۷ ژوئیه ۲۰۱۵ در پلت‌فرم‌های پلی‌استیشن ۴ و مایکروسافت ویندوز، در ۱۷ فوریه ۲۰۱۶ روی اکس‌باکس وان، در ۸ سپتامبر ۲۰۱۶ روی مک‌اواس و لینوکس و
در ۱۴ نوامبر ۲۰۱۷ روی نینتندو سوئیچ،منتشر شدند.